# Alex Molčan
Alex Molčan (* 1. Dezember 1997 in Prešov) ist ein slowakischer Tennisspieler.

## Karriere
Molčan spielte erfolgreich von 2013 bis 2015 auf der ITF Junior Tour. Auf dieser erreichte er als bestes Ergebnis bei einem Junior-Grand-Slam-Turnier im Doppel das Finale der Australian Open. An der Seite des Polen Hubert Hurkacz unterlag er im Finale der australischen Paarung aus Jake Delaney und Marc Polmans im Match-Tie-Break. Im Einzel wurde sein bestes Resultat der Einzug ins Achtelfinale 2015 bei den French Open im selben Jahr. Mit Platz 18 erreichte er im März sein Karrierehoch. 2014 nahm er in allen Konkurrenzen an den Olympischen Jugend-Sommerspielen teil und verlor jeweils früh.
2015 spielte Molčan auch die ersten Profiturniere auf der drittklassigen ITF Future Tour. In diesem Jahr platzierte er sich im Einzel erstmals in den Top 1000 der Weltrangliste. Im Folgejahr gewann er den ersten Future-Titel im Einzel und konnte sich in der Weltrangliste auch weiter verbessern, zum Jahresende stand er auf Platz 662. Im Jahr 2017 gewann er zwar keine weiteren Titel, scheiterte aber bei zwei Futures erst im Finale und gewann die ersten Male auch ein Match auf der höher dotierten ATP Challenger Tour.
Den erfolgreichsten Moment der Karriere bisher erlebte der Slowake Mitte 2018. Er gewann drei Futures in Folge und zog beim darauffolgenden Challenger in Sevilla aus der Qualifikation startend ins Finale ein. Nach 22 Siegen in Folge stand er dort dem Belgier Kimmer Coppejans gegenüber, dem er mit 6:7, 1:6 unterlag. Dies war das erste Challenger-Turnier überhaupt, bei dem er die zweite Runde überstanden hatte. In der Weltrangliste erreichte er so ein neues Zwischenhoch, sodass er ab Anfang 2019 regelmäßig an der Challenger Tour teilnehmen konnte. Beim ersten Turnier im neuen Jahr in Budapest konnte er das Viertelfinale erreichen, bevor er ein halbes Jahr lang nie über die zweite Runde hinaus kam. Der nächste Erfolg gelang ihm im Juli in Ludwigshafen, wo er das Halbfinale erreichen konnte, was ihm in Sibiu im September abermals gelang. Im August hatte er zwischenzeitlich mit Platz 282 sein Karrierehoch erreicht. Im Doppel war sein bislang einziger Erfolg der Finaleinzug im Juni 2019 in Bratislava.

## Erfolge
| Legende (Anzahl der Siege)  |
| Grand Slam                  |
| ATP World Tour Finals       |
| ATP World Tour Masters 1000 |
| ATP World Tour 500          |
| ATP World Tour 250          |
| ATP Challenger Tour (3)     |

### Einzel

#### Turniersiege
| Nr. | Datum             | Turnier  | Belag         | Finalgegner  | Ergebnis |
| --- | ----------------- | -------- | ------------- | ------------ | -------- |
| 1.  | 8. August 2021    | Liberec  | Sand          | Tomáš Macháč | 6:0, 6:1 |
| 2.  | 21. November 2021 | Helsinki | Hartplatz (i) | João Sousa   | 6:3, 6:2 |

#### Finalteilnahmen
| Nr. | Datum          | Turnier    | Belag | Finalgegner    | Ergebnis       |
| --- | -------------- | ---------- | ----- | -------------- | -------------- |
| 1.  | 29. Mai 2021   | Belgrad    | Sand  | Novak Đoković  | 4:6, 3:6       |
| 2.  | 10. April 2022 | Marrakesch | Sand  | David Goffin   | 6:3, 3:6, 3:6  |
| 3.  | 21. Mai 2022   | Lyon       | Sand  | Cameron Norrie | 3:6, 7:63, 1:6 |

### Doppel

#### Turniersiege
| Nr. | Datum            | Turnier   | Belag         | Partner     | Finalgegner                   | Ergebnis         |
| --- | ---------------- | --------- | ------------- | ----------- | ----------------------------- | ---------------- |
| 1.  | 13. Februar 2021 | Cherbourg | Hartplatz (i) | Lukáš Klein | Antoine Hoang Albano Olivetti | 1:6, 7:5, [10:6] |

## Abschneiden bei Grand-Slam-Turnieren

### Einzel
| Turnier         | 2021 | 2022 | 2023 | 2024 | Karriere |
| --------------- | ---- | ---- | ---- | ---- | -------- |
| Australian Open | —    | 2    | 2    | Q3   | 2        |
| French Open     | —    | 2    | 2    |      | 2        |
| Wimbledon       | Q3   | 3    | 1    |      | 3        |
| US Open         | 3    | 1    | 1    |      | 3        |

Zeichenerklärung: S = Turniersieg; F, HF, VF, AF = Einzug ins Finale / Halbfinale / Viertelfinale / Achtelfinale; 1, 2, 3 = Ausscheiden in der 1. / 2. / 3. Hauptrunde; Q1, Q2, Q3 = Ausscheiden in der 1. / 2. / 3. Qualifikationsrunde; nicht ausgetragen